# Plectris brevipes
Plectris brevipes är en skalbaggsart som beskrevs av Blanchard 1850. Plectris brevipes ingår i släktet Plectris och familjen Melolonthidae. Inga underarter finns listade i Catalogue of Life.